# III liga polska w piłce nożnej (2015/2016)/Grupa IV (opolsko-śląska)
III liga, grupa opolsko-śląska, sezon 2015/2016 – 8. edycja rozgrywek czwartego poziomu ligowego piłki nożnej mężczyzn w Polsce po reorganizacji lig w 2008 roku. Brało w niej udział 16 drużyn z województwa opolskiego i województwa śląskiego. Najlepsza drużyna zagrała o baraże do II ligi. Ostatnich 9 zespołów spadło odpowiednio do grup: opolskiej, śląskiej I i śląskiej II IV ligi. Opiekunem ligi był Śląski Związek Piłki Nożnej.
Sezon ligowy rozpoczął się 8 sierpnia 2015 roku, a ostatnie mecze rozegrane zostały 4 czerwca 2016 roku.
Od sezonu 2016/2017 przewidziana była reforma III ligi, gdzie w 4 grupach będzie grało po 16 zespołów.

## Zasady rozgrywek
Zmagania w lidze tyły się systemem kołowym w dwóch rundach – jesiennej i wiosennej. Drużyna, które zajęła 1. miejsce w tabeli wzięła udział w meczach barażowych o awans do rozgrywek II ligi (do II ligi awans uzyskały 4 drużyny). Drużyny, które zajęły 8 lub niższe miejsce w tabeli spadły do IV ligi. Liczba drużyn spadających do IV ligi mogła ulec zwiększeniu w zależności od przynależności terytorialnej klubów spadających z II ligi.
Drużyna, która zrezygnowała z uczestnictwa w rozgrywkach, została zdegradowana o 2 klasy rozgrywkowe i przenoszona na ostatnie miejsce w tabeli (jeśli rozegrała przynajmniej 50% spotkań sezonu; wtedy mecze nierozegrane weryfikowane były jako walkowery 0:3 na niekorzyść drużyny wycofanej) lub jej wyniki zostały anulowane. Z rozgrywek eliminowana – i również degradowana o 2 klasy rozgrywkowe – była drużyna, która nie rozegrała z własnej winy 3 spotkań sezonu.
Kolejność w tabeli ustalano według liczby zdobytych punktów. W przypadku uzyskania równej ilości punktów przez dwie drużyny, o zajętym miejscu decydowały:
a) liczba zdobytych punktów w spotkaniach bezpośrednich,
b) korzystniejsza różnica między zdobytymi i utraconymi bramkami w spotkaniach bezpośrednich,
c) przy uwzględnieniu reguły UEFA, że bramki strzelone na wyjeździe liczone są podwójnie, korzystniejsza różnica między zdobytymi i utraconymi bramkami w spotkaniach bezpośrednich,
d) korzystniejsza różnica bramek we wszystkich spotkaniach z całego cyklu rozgrywek,
e) większa liczba bramek zdobytych we wszystkich spotkaniach z całego cyklu.
| Uczestnicy sezonu 2014/2015 | Uczestnicy sezonu 2014/2015   | Uczestnicy sezonu 2014/2015 | Uczestnicy sezonu 2014/2015 |
| --------------------------- | ----------------------------- | --------------------------- | --------------------------- |
| ODO                         | Odra Opole                    | 2                           |                             |
| RZD                         | Ruch Zdzieszowice             | 3                           |                             |
| BKS                         | BKS Stal Bielsko-Biała        | 4                           |                             |
| REK                         | Rekord Bielsko-Biała          | 5                           |                             |
| JAS                         | GKS 1962 Jastrzębie           | 6                           |                             |
| SZO                         | Szombierki Bytom              | 7                           |                             |
| SKC                         | Skra Częstochowa              | 8                           |                             |
| GZ2                         | Górnik II Zabrze              | 9                           |                             |
| CZN                         | LKS Czaniec                   | 10                          |                             |
| PO2                         | Podbeskidzie II Bielsko-Biała | 11                          |                             |
| RC2                         | Ruch II Chorzów               | 13                          |                             |
| PNI                         | Pniówek Pawłowice Śląskie     | 14                          |                             |
| GRŚ                         | Grunwald Ruda Śląska          | 15                          |                             |
| PI2                         | Piast II Gliwice              | 16                          |                             |

| Awans z IV ligi 2014/2015 | Awans z IV ligi 2014/2015 | Awans z IV ligi 2014/2015 | Awans z IV ligi 2014/2015 |
| ------------------------- | ------------------------- | ------------------------- | ------------------------- |
| grupa opolska             |                           |                           |                           |
| PTR                       | LZS Piotrówka             | 1                         |                           |
| grupa śląska I i II       |                           |                           |                           |
| LBE                       | LKS Bełk                  | 1                         |                           |

Objaśnienia:

### Tabela
| Lp. | Drużyna                           | M  | Z  | R  | P  | Bramki | Bramki | Różn. | Pkt | Uwagi             | Bezpośrednio |
| --- | --------------------------------- | -- | -- | -- | -- | ------ | ------ | ----- | --- | ----------------- | ------------ |
| 1   | Odra Opole (M) (A)                | 30 | 19 | 9  | 2  | 63     | 17     | +46   | 66  | Baraże o II ligę  |              |
| 2   | BKS Stal Bielsko-Biała            | 30 | 18 | 8  | 4  | 59     | 21     | +38   | 62  |                   |              |
| 3   | Rekord Bielsko-Biała              | 30 | 18 | 8  | 4  | 53     | 20     | +33   | 62  |                   |              |
| 4   | Górnik II Zabrze                  | 30 | 14 | 9  | 7  | 47     | 30     | +17   | 51  |                   |              |
| 5   | Skra Częstochowa                  | 30 | 14 | 9  | 7  | 30     | 30     | 0     | 51  |                   |              |
| 6   | Pniówek Pawłowice Śląskie         | 30 | 13 | 11 | 6  | 51     | 26     | +25   | 50  |                   |              |
| 7   | GKS 1962 Jastrzębie               | 30 | 14 | 7  | 9  | 41     | 27     | +14   | 49  |                   |              |
| 8   | Ruch Zdzieszowice1                | 30 | 12 | 9  | 9  | 36     | 27     | +9    | 45  |                   |              |
| 9   | LKS Bełk (S)                      | 30 | 12 | 7  | 11 | 53     | 38     | +15   | 43  | Spadek do IV ligi |              |
| 10  | Szombierki Bytom (S)              | 30 | 11 | 4  | 15 | 33     | 52     | −19   | 37  | Spadek do IV ligi |              |
| 11  | Ruch II Chorzów (S)               | 30 | 12 | 1  | 17 | 39     | 53     | −14   | 37  | Spadek do IV ligi |              |
| 12  | Podbeskidzie II Bielsko-Biała (S) | 30 | 8  | 5  | 17 | 34     | 59     | −25   | 29  | Spadek do IV ligi |              |
| 13  | Piast II Gliwice (S)              | 30 | 7  | 7  | 16 | 30     | 53     | −23   | 28  | Spadek do IV ligi |              |
| 14  | LKS Czaniec (S)                   | 30 | 6  | 8  | 16 | 18     | 43     | −25   | 26  | Spadek do IV ligi |              |
| 15  | Grunwald Ruda Śląska (S)          | 30 | 4  | 3  | 23 | 41     | 80     | −39   | 15  | Spadek do IV ligi |              |
| 16  | LZS Piotrówka (S)                 | 30 | 2  | 7  | 21 | 15     | 75     | −60   | 13  | Spadek do IV ligi |              |

### Wyniki
| Gospodarz \ Gość              | BKS   | JAS | GZ2 | GRŚ | LBE | CZN | PTR | ODO | PI2 | PNI | PO2 | REK | RZD | RC2 | SKC | SZO |
| BKS Stal Bielsko-Biała        |       | 1:0 | 2:1 | 2:2 | 2:0 | 0:2 | 8:0 | 0:0 | 3:0 | 1:0 | 2:1 | 3:1 | 2:0 | 2:1 | 2:0 | 1:1 |
| GKS 1962 Jastrzębie           | 0:3wo |     | 0:1 | 3:1 | 2:1 | 1:1 | 0:1 | 1:2 | 1:1 | 0:1 | 3:2 | 0:0 | 3:1 | 2:0 | 2:1 | 3:2 |
| Górnik II Zabrze              | 1:2   | 0:4 |     | 2:0 | 2:0 | 2:0 | 1:1 | 1:1 | 1:0 | 0:0 | 1:0 | 1:4 | 1:5 | 4:1 | 0:0 | 4:0 |
| Grunwald Ruda Śląska          | 0:2   | 1:3 | 0:4 |     | 1:2 | 1:3 | 2:1 | 0:5 | 1:2 | 0:3 | 6:1 | 0:1 | 0:4 | 0:1 | 1:2 | 1:3 |
| LKS Bełk                      | 0:0   | 2:1 | 2:2 | 4:3 |     | 0:0 | 5:0 | 1:4 | 4:0 | 2:3 | 3:0 | 0:0 | 0:1 | 2:0 | 1:2 | 5:0 |
| LKS Czaniec                   | 1:0   | 0:1 | 1:1 | 4:3 | 0:4 |     | 0:0 | 0:0 | 1:0 | 1:1 | 0:1 | 0:2 | 0:2 | 0:2 | 0:1 | 1:1 |
| LZS Piotrówka                 | 1:6   | 0:0 | 1:2 | 0:0 | 1:3 | 0:1 |     | 0:3 | 0:2 | 0:0 | 1:1 | 1:5 | 1:0 | 1:3 | 0:2 | 2:1 |
| Odra Opole                    | 2:0   | 0:0 | 1:1 | 2:1 | 2:0 | 6:0 | 3:0 |     | 2:2 | 3:1 | 3:1 | 0:0 | 1:0 | 6:1 | 0:1 | 2:0 |
| Piast II Gliwice              | 0:3   | 0:3 | 1:1 | 4:4 | 0:4 | 1:0 | 3:1 | 0:2 |     | 3:1 | 1:3 | 0:3 | 0:3 | 0:2 | 3:4 | 0:0 |
| Pniówek Pawłowice Śląskie     | 1:1   | 0:0 | 0:0 | 6:1 | 1:0 | 3:0 | 6:2 | 1:1 | 2:1 |     | 2:1 | 1:0 | 1:1 | 0:1 | 1:1 | 6:1 |
| Podbeskidzie II Bielsko-Biała | 1:1   | 0:3 | 2:1 | 3:5 | 1:1 | 2:1 | 1:1 | 0:3 | 0:1 | 0:4 |     | 2:1 | 1:2 | 1:2 | 1:4 | 1:1 |
| Rekord Bielsko-Biała          | 1:1   | 1:0 | 1:0 | 3:0 | 5:2 | 3:1 | 3:0 | 0:2 | 2:1 | 0:0 | 2:1 |     | 2:0 | 3:2 | 3:1 | 3:0 |
| Ruch Zdzieszowice             | 1:0   | 1:1 | 0:4 | 3:4 | 1:1 | 0:0 | 5:1 | 0:0 | 0:0 | 1:0 | 2:3 | 0:0 |     | 1:0 | 1:1 | 0:3 |
| Ruch II Chorzów               | 1:5   | 0:1 | 0:2 | 4:3 | 2:0 | 1:0 | 4:0 | 4:3 | 1:3 | 3:2 | 0:1 | 1:1 | 0:1 |     | 0:3 | 1:3 |
| Skra Częstochowa              | 1:1   | 1:2 | 1:3 | 2:0 | 2:2 | 2:0 | 1:0 | 0:2 | 0:0 | 1:1 | 0:2 | 0:0 | 0:0 | 2:1 |     | 1:0 |
| Szombierki Bytom              | 1:3   | 2:1 | 0:3 | 1:0 | 0:2 | 2:0 | 2:1 | 1:2 | 2:1 | 0:3 | 2:0 | 0:3 | 0:1 | 1:0 | 1:3 |     |

Źródło: 90minut
Objaśnienia:
1Drużyna gospodarzy jest wymieniona po lewej stronie tabeli.
Kolory: zielony – zwycięstwo gospodarzy, żółty – remis, różowy – zwycięstwo gości.
Kwalifikacja do baraży o II ligę: Odra Opole
Spadek do IV ligi:  Ruch Zdzieszowice, LKS Bełk, Szombierki Bytom, Ruch II Chorzów, Podbeskidzie II Bielsko-Biała, Piast II Gliwice, LKS Czaniec, Grunwald Ruda Śląska, LZS Piotrówka

## Baraże o II ligę
Losowania par dokonano 15 października 2015.
| 11 czerwca 2016 15:00 | Vineta Wolin | 0:2(0:0)Raport | Odra Opole · 80' W. Gancarczyk · 86' Wolny | Stadion Miejski, Wolin Widzów: 800 Sędzia: Piotr Idzik (Poznań) |
|                       |              |                |                                            |                                                                 |

| 15 czerwca 2016 16:00 | Odra Opole · M. Gancarczyk 5' | 1:1(1:0)Raport | Vineta Wolin · 62' Jeż | Miejski Stadion „ODRA”, Opole Sędzia: Tomasz Wajda (Żywiec) |
|                       |                               |                |                        |                                                             |

Wynik dwumeczu – 3:1 dla Odry.
Awans do II ligi na sezon 2016/2017 uzyskała: Odra Opole.